# Utogrund
Le Utogrund est un stade de football situé dans la ville de Zurich, en Suisse. Il constitue le domicile du SC Young Fellows Juventus.

## Histoire
De 1912 à 1924, le FC Zurich en était le club résident, après l'acquisition d'un hectare de terrain pour 55'000 francs et l'érection d'une petite tribune. Durant cette époque, le FCZ fête son deuxième titre de champion suisse en 1924, juste avant de déménager au stade du Letzigrund, construit en 1925.

## Rencontre internationale
En 1920, le stade accueille une rencontre internationale de l'équipe de Suisse. Un match controversé contre l'Allemagne, à cause de l'interdiction par la FIFA de rencontrer des nations perdantes de la Première Guerre mondiale :
| Match amical                             | Suisse                                        | 4 - 1   | Allemagne      | Utogrund, Zurich                              |                                               |
| 27 juin 1920 · Historique des rencontres | Meyer 19e 38e · Afflerbach 50e · Ramseyer 77e | (2 - 0) | 79e Jäger (de) | Spectateurs : 8 000 Arbitrage : László Bálint | Spectateurs : 8 000 Arbitrage : László Bálint |
| 27 juin 1920 · Historique des rencontres | Rapport                                       |         |                | Spectateurs : 8 000 Arbitrage : László Bálint | Spectateurs : 8 000 Arbitrage : László Bálint |